# Wicked Twister
Wicked Twister is een voormalige zogenaamde gedraaide, omgekeerde, stalen lanceerachtbaan in attractiepark Cedar Point in Sandusky, in de Amerikaanse staat Ohio. Met een snelheid van 116 km/u was het in 2015 nog steeds de snelste omgekeerde achtbaan ter wereld.

## Beschrijving
De achtbaan opende in mei 2002 en werd gebouwd door de Zwitserse firma Intamin AG. Werner Stengel ontwierp deze achtbaan.
Wicked Twister bestaat uit twee 66 m hoge spitsen, een aan elk uiteinde van de baan. In beiden torens vormen de sporen een verticale spiraal van 450°. Tussen de torens ligt een horizontaal spoorgedeelte waarin zich het punt bevindt waar de passagiers in- en uitstappen en het lineaire inductiemotor-aandrijfsysteem. De attractie werd direct ter plaatse gebouwd op de Cedar Point Beach met de toegang van de attractie op de locatie van het voormalige Aquarium. Het ophangspoor is geel geschilderd, de steunpilaren blauwgroen.
De bezoekers zaten in een treintje van acht wagens, met in elke wagen twee rijen met telkens twee plaatsen, zodat met een rit 32 personen meegenomen worden. Het themalied van Wicked Twister was "The Winner" van The Crystal Method.
Op 6 augustus 2021 werd bekendgemaakt dat de achtbaan op 6 september zou gaan sluiten. Hierna werd de achtbaan gesloopt.